# Машинопис
Машинописът е процесът на писане или въвеждане на текст чрез натискане на клавиши на пишеща машина, компютърна клавиатура, мобилен телефон, калкулатор и други. Може да се различи от други средства за въвеждане на текст, като ръкопис или разпознаване на говор. Текстът може да бъде под формата на букви, цифри и други символи. Първата машинописка в света е Лилиан Шоулс от Уисконсин, САЩ, дъщеря на Кристофър Шоулс, който изобретява първата практична пишеща машина.
Функциите на потребителския интерфейс, като проверка на правописа и автоматично довършване, служат за улесняване и ускоряване на машинописа и за предотвратяване или коригиране на печатни грешки.

## Техники

### „Ловя и кълва“
„Ловя и кълва“ (на английски: hunt and peck, „писане с два пръста“) е често срещана форма на писане, при която машинописецът натиска всеки клавиш поотделно. Вместо да разчита на запомнената позиция на клавишите, машинописецът трябва да намери всяко копче с поглед. Този метод може да попречи на следенето на какво е написано, което може да доведе до пропускане на грешки при въвеждането. Също, ползването на малко пръсти води до нуждата от повече движение на пръстите.

### Машинопис с докосване
Основаната техника се различава осезаемо от „ловя и кълва“, където машинописецът не спира да гледа клавиатурата. Въвеждането с докосване включва метода на домашния ред, при който машинописците отпускат китката си надолу, вместо да вдигат и да пишат (което може да причини синдрома на карпалния тунел). За да се избегне това, машинописците трябва да седят високо, наклонени леко напред от кръста, да поставят стъпалата си на пода пред себе си с единия крак леко пред другия и да приберат лактите си с леко наклонени предмишници нагоре към клавиатурата; пръстите трябва да са леко извити и да се опират на домашния ред.
Много хора, които пишат с докосване, също ползват клавишни комбинации, когато пишат на компютър. Това им позволява да редактират документа си, без да свалят ръце от клавиатурата за мишката. Пример за клавишна комбинация е натискането на   Ctrl  плюс   S  за запазване на документ или   Ctrl  плюс   Z  за отмяна на грешка. Други често ползвани преки пътища са   Ctrl  +  C  за копиране,   Ctrl  +  V  за поставяне и   Ctrl    X  за изрязване. Много опитни машинописци могат да усетят грешките си дори без да са ги видели и да натиснат   ← Backspace  , за да поправят без забавяне.

### Смесено
Има много нетипични стилове на писане. Например, много ползващи „лов и кълване“ помнят подредбата на клавиатурната и могат да пишат докато гледат дълго в екрана. Някои ползват само два пръста, докато други 3 – 6 пръста. Някои ползват пръстите си много последователно, като един и същ пръст въвежда един и същ знак всеки път.
Проучване с 30 субекта с различни стилове и опит установява минимална разлика в скоростта на писане между машинописци с докосване и самоуки хибридни машинописци. Според проучването „Броят на пръстите не определя скоростта на писане. . . Установено е, че хората, използващи самоуки стратегии за писане, са толкова бързи, колкото и обучените машинописци... вместо броя на пръстите, има други фактори, които предсказват скоростта на писане... бързите машинописци... държат ръцете си фиксирани в една позиция, вместо да ги местите по клавиатурата и по-последователно използват един и същ пръст за определена буква.“ Според Анна Фейт: „Бяхме изненадани да забележим, че хората преминали курс за писане са се представили със същата средна скорост и точност като тези, които са се учили да пишат сами и са използвали средно само 6 пръста.“

### Буфериране
Някои хора комбинират писане с докосване и лов и кълване, като използват метод за буфериране. При метода на буфера машинописецът разглежда изходното копие, запаметява мислено едно или няколко изречения, след което поглежда към клавиатурата и въвежда буфера от изречения.

### С палци
В края на 20-ти век често се налага писаце с палци при устройства с малки клавиатури (като PDA и смартфони). Така може да се пише с един или два палеца. Подобно на настолните клавиатури и други устройства за въвеждане, ако потребителят прекалява с клавишите, които се нуждаят от силно натискане и/или са малки и неергономични, може да се стигне до тендинит на палеца или повтарящи се болки.

## Думи в минута
Думи в минута (на английски: Words per Minute, WPM) е мярка за скорост на машинопис, която обикновено се използва при наемането на персонал. За целите на подобно измерване, една дума е стандартизирана до пет знака или натискания на клавиш. Следователно, „кафяв“ се брои за една дума, но „моцарела“ се брои за две.
Предимствата на стандартизираното измерване на скоростта на въвеждане са, че позволява сравнение дори при различни езици и хардуер.

## Динамика на машинописа
Динамиката на натискането на клавиши или динамиката на машинописа е записът на подробна информация относно точно кога е натиснат и кога е отпуснат всеки клавиш по време на писане на компютърна клавиатура; ползва се за биометрична идентификация, подобно на гласовото разпознаване. Данните за този вид анализ се получават чрез регистриране на натискане (на английски: keystroke logging).
Тази поведенческата биометрика разчита на уникалните начин и ритъм на въвеждане чрез клавиатура на всеки отделен човек.